# Alansmia contacta
Alansmia contacta är en stensöteväxtart som först beskrevs av Edwin Bingham Copeland, och fick sitt nu gällande namn av Moguel och M. Kessler. Alansmia contacta ingår i släktet Alansmia och familjen Polypodiaceae. Inga underarter finns listade.